# 一起出发吧
《一起出发吧》，原名《爸爸去哪儿》第六季，是中国大陆芒果TV于2019年推出的一档亲子互动真人秀节目。节目版权引进自韩国MBC电视台，概念参考自MBC节目《爸爸 你去哪儿》，是该系列节目的第六季，由制作人单丹霞及其团队制作。节目于2018年7月开始录制，2019年12月19日改为现名并于当日12:00播出“先导篇”，2019年12月21日起每週六12:00上线播出，首播平台为芒果TV国际版。马来西亚的Astro全佳HD亦于2019年12月28日起每週六12:00与芒果TV国际版同步免费首播。

## 制作
第六季的制作人为卫视版《爸爸去哪儿》第三季的制作人单丹霞及其团队。本季节目中，曾参加过第五季的陈小春父子再度回归参与录制，同时也是《爸爸去哪儿》开播六季以来的首组返场嘉宾。而在节目内容和嘉宾组成上，本季较第五季也作出了一定的调整，参加节目的固定爸爸和孩子由五组恢复为第四季时的六组，组成形式则由原来的「3+3」调整为「4+2」，即四位父亲携带自己的亲生孩子，外加两位实习父亲分别携带两位素人萌娃的形式，而实习父亲的头衔在本季则被更名为「实习哥哥」。
本季原参与录制的两位实习哥哥分别为《偶像练习生》选手范丞丞和毕雯珺，素人萌娃为双胞胎兄妹李昀轩和李昀桐。但由于广电总局对网络选秀节目出身的艺人参与上星综艺节目及亲子类综艺节目均作出了严格的限制，故自第二站起由何猷君取代范丞丞和毕雯珺实习哥哥的位置，并需要同时照顾李昀轩和李昀桐兄妹二人，从而在事实上恢复了第五季的「4+1」模式。

## 宣传
在2018年8月4日举行的「青春芒果夜」主题晚会上，杨迪和林更新作为种草代表向观众种草推荐了好暖心综艺——《爸爸去哪儿》第六季。随后，本季嘉宾代表包贝尔、包可艾父女与第五季的萌娃代表小山竹共同上台与观众互动，标志着本季节目正式官宣。
本季节目原定于2018年8月16日起每週四12:00上线播出。然而在正式上线22分钟前，节目组通过官方微博宣布本季节目将延期上线。2019年12月19日，节目改为现名，并于当日12:00在芒果TV国际版播出“先导篇”，及后于12月21日起每週六12:00上线播出。

## 参加人物
第六季参演的五位成年人分别为参与过第五季的陈小春，来自演艺界的耿乐、杨烁、包贝尔，以及澳门「赌王」何鸿燊之子何猷君（实习）。小孩部分则有四男两女。
| 父亲     | 父亲           | 孩子                      | 孩子     | 孩子                               |
| 姓名     | 生日           | 姓名                      | 性别     | 生日                               |
| 陈小春   | 1967年7月8日   | 陈胤捷 （Jasper／小小春） | 男       | 2013年7月1日 （参加节目时5岁）     |
| 耿乐     | 1974年11月18日 | 乐那多                    | 男       | 2014年11月20日 （参加节目时3岁）   |
| 杨烁     | 1983年1月2日   | 杨雨辰 （小毛驴）         | 男       | 2011年5月15日 （参加节目时7岁）    |
| 包贝尔   | 1984年5月3日   | 包可艾 （饺子）           | 女       | 2015年3月30日 （参加节目时3岁）    |
| 实习哥哥 | 实习哥哥       | 素人萌娃                  | 素人萌娃 | 素人萌娃                           |
| 姓名     | 生日           | 姓名                      | 性别     | 生日                               |
| 何猷君   | 1995年1月12日  | 李昀轩                    | 男       | 2013年8月18日 （参加节目时4－5岁） |
| 何猷君   | 1995年1月12日  | 李昀桐                    | 女       | 2013年8月18日 （参加节目时4－5岁） |

## 主题曲
本季节目的主题曲依旧由参加节目的五位爸爸和小孩共同演唱，歌曲音频于2018年8月15日全网同步上线。与往季节目不同的是，本季节目的主题曲为一首全新作品，由唐恬作词，叶圣涛作曲并担任制作人，孔凡东编曲，但依旧以《爸爸去哪儿》为题。而本季主题曲与往季主题曲的联系则在歌词部分，前奏中的四句歌词分别为第一至四季主题曲中的四句经典歌词，第一、三、五节副歌的第一句和第三句沿用第一至四季主题曲中的「老爸，老爸，我们去哪里呀」与「宝贝，宝贝，我是你的大树」。2019年12月19日，主题曲随节目一同更名。

## 节目内容与路线
录制时间皆为2018年，播出时间皆为2019年，实际内容以当日播出为准，详情来源于节目各集内容。
| 站驿            | 录制时间      | 集数 | 播出日期 | 地点                                  | 地点                 | 内容 | 备注 |
| 站驿            | 录制时间      | 集数 | 播出日期 | 位置                                  | 地理形态             | 内容 | 备注 |
| 第一站          | 7月24日－26日 | 1    | 12月21日 | 四川甘孜 稻城县 香格里拉镇 叶尔红村   | 西南地区川西北高原   | 拔旗选房 Jasper劝饺子吃饭 语言课教学／猜水果 古诗比赛 萝卜蹲游戏 | 萝卜蹲游戏环节因雨势过大而被迫中止；饺子未参与捡垃圾环节，而是跟爸爸一起完成任务 |
| 第一站          | 7月24日－26日 | 2    | 12月21日 | 四川甘孜 稻城县 香格里拉镇 叶尔红村   | 西南地区川西北高原   | 杨烁照顾六个孩子／爸爸教学 共进午餐 宝贝捡垃圾／爸爸分组捡牛粪与挖松茸 制作晚餐 | 萝卜蹲游戏环节因雨势过大而被迫中止；饺子未参与捡垃圾环节，而是跟爸爸一起完成任务 |
| 第一站          | 7月24日－26日 | 3    | 12月21日 | 四川甘孜 稻城县 香格里拉镇 叶尔红村   | 西南地区川西北高原   | 垃圾魔法屋 稻城环保时装节 | 萝卜蹲游戏环节因雨势过大而被迫中止；饺子未参与捡垃圾环节，而是跟爸爸一起完成任务 |
| 第二站          | 8月23日－25日 | 3    | 12月21日 | 内蒙古锡林郭勒 乌拉盖管理区           | 华北地区锡林郭勒草原 | 搏克比赛选房 制作午餐 快乐成语传真 成语竞猜 共进晚餐 | |
| 第二站          | 8月23日－25日 | 4    | 12月28日 | 内蒙古锡林郭勒 乌拉盖管理区           | 华北地区锡林郭勒草原 | 爸爸集中观看第一期节目 《致未来的我们》命题作业 歌舞表演／草原歌曲大课堂 入住蒙古包 草原放羊／你有我没有 | |
| 第二站          | 8月23日－25日 | 5    | 12月28日 | 内蒙古锡林郭勒 乌拉盖管理区           | 华北地区锡林郭勒草原 | 找回遗失羊群／分辨羊群 领取早餐 草原运动会 共进午餐 草原足球赛 | |
| 第三站          | 9月7日－10日  | 6    | 12月28日 | 布达佩斯                              | 中欧潘诺尼亚平原     | 宝贝寻找大卫获取心愿卡／爸爸街头传播中华文化 草坪舞会 城堡入住考验 头部撞击铜锣选房 入住霍爾洛克城堡 宝贝寻找宝藏／喂可蒙犬／洗碗 共进晚餐                                                                  | 本季首次境外录制，杨雨辰妹妹杨雨曦自本站起参与录制；耿乐父子、杨烁一家、何猷君因飞机晚点，当地时间深夜才到达 |
| 第三站          | 9月7日－10日  | 7    | 12月28日 | 布达佩斯                              | 中欧潘诺尼亚平原     | 分组寻找食材 制作鱼汤 午餐互助测试 宝贝野外制作晚餐／爸爸自由活动 应急反应小测试 全员合宿 人体拼字比赛 一对一才艺教学 汇报演出                                                                              | 本季首次境外录制，杨雨辰妹妹杨雨曦自本站起参与录制；耿乐父子、杨烁一家、何猷君因飞机晚点，当地时间深夜才到达 |
| 第四站          | 9月20日－22日 | 8    | 12月28日 | 湖南永州 江华瑶族自治县 大圩镇 东冲村 | 中南地区道江盆地     | 争宠选房 幹农活 寻找十八酿食材 瑶家十八酿品鉴会 剥玉米大赛 | 妈妈们首次参加录制，何猷君妹妹何超欣与何猷君和李昀轩、李昀桐兄妹搭档完成录制，晚餐食谱由妈妈团手写，该环节最终因停电而延后至第三天中午进行，妈妈团于爸爸制作午餐期间全程在监控室观看，并通过对讲机与爸爸和宝贝沟通 |
| 第四站          | 9月20日－22日 | 9    | 12月28日 | 湖南永州 江华瑶族自治县 大圩镇 东冲村 | 中南地区道江盆地     | 宝贝制作月饼／爸爸帮助村民实现心愿 采购食材 制作晚餐 补缸装花生赢早餐 制作午餐／妈妈团驾到 接力跑 舞人龙转圈圈                                                                                              | 妈妈们首次参加录制，何猷君妹妹何超欣与何猷君和李昀轩、李昀桐兄妹搭档完成录制，晚餐食谱由妈妈团手写，该环节最终因停电而延后至第三天中午进行，妈妈团于爸爸制作午餐期间全程在监控室观看，并通过对讲机与爸爸和宝贝沟通 |
| 第一站 （原定） | 7月10日－12日 | SP1  | 12月28日 | 宁夏吴忠 同心县 田老庄乡 套塘村       | 西北地区银川平原     | 四位爸爸寻找神秘蛋 孵化神秘蛋 挑水瓶选房 制作午餐 抢救枸杞大作战 共进晚餐 捉迷藏游戏 领取早餐 绕口令练习／舞蹈课教学 跑步比赛 帮助当地小朋友实现心愿 净水洗澡 共进早餐 包贝尔照顾六个孩子／爸爸帮助村民取水 | 范丞丞、毕雯珺参与本站录制；其中，范丞丞与李昀轩搭档完成录制，毕雯珺与李昀桐搭档完成录制，四人于录制过程中合为一组家庭                                                                                             |